# اچ‌ام‌اس دانا (دی۴۴)
اچ‌ام‌اس دانا (دی۴۴) (به انگلیسی: HMS Danae (D44)) یک کشتی بود که طول آن ۴۴۵ فوت (۱۳۶ متر) بود. این کشتی در سال ۱۹۱۸ ساخته شد.